# 湾沚区
湾沚区，原名芜湖县，位于中國安徽省东南部，是芜湖市下辖的一个市辖区。古称鸠兹。区域总面积约为650平方公里，总人口約35万人。區人民政府駐灣沚鎮蕪湖南路。
春秋時代因这附近一帶的湖泊草丛中鸠鸟众多，被吴国命名为鸠兹邑，流经此地的长江一段由此别名鸠江，故址在今芜湖市东南约四十里的水阳江南岸。汉时又因此地湖泊众多，芜草丛生，得名芜湖。

## 历史
2004年，根据《关于同意将芜湖县清水镇划入市区的批复》（民地字[2004]49号），芜湖县清水镇划入芜湖市鸠江区。
2005年9月13日，国务院批准（国函[2005]77号）调整芜湖市部分行政区划，将芜湖县火龙岗镇划归弋江区管辖。2006年2月9日，芜湖市人民政府批准：将芜湖县原荆山镇区域划归镜湖区管辖，将火龙岗镇划归弋江区管辖，将清水镇（不含原荆山镇区域）划归鸠江区管辖。
2011年，方村镇划归镜湖区管辖。
2020年，芜湖县撤销，设立芜湖市湾沚区。

## 人口
根据芜湖市湾沚区第七次全国人口普查结果，现将2020年11月1日零时，全区常住人口为344016人，与2010年第六次全国人口普查的294039人相比，增加49977人，增长17.00%，年平均增长1.58%。

## 行政区划
湾沚区下辖5个镇：
湾沚镇、六郎镇、陶辛镇、红杨镇和花桥镇。

## 名胜古迹
- 楚王城遗迹
- 南唐九十殿
- 东门渡官窑
- 宋代珩琅宝塔
- 陶辛水韵：芜湖十景。
- 和平生态公园

## 交通
- 高速公路 沪渝高速、溧芜高速
- 铁路 皖贛铁路、商杭客运专线、皖贛铁路新建双线（规划）
  - 商杭客运专线：湾沚南站

- 航空 芜湖宣州机场
- 水运 境内水阳江、青弋江下通长江，上达黄山北麓太平湖，古为徽商贩运货物的重要通道。今有芜申运河进入太湖,通往宜兴、上海,大大缩短上海中小船舶进入长江中上游的航程。